# Felsőgyurkuca
Felsőgyurkuca (románul: Giurcuța de Sus) falu Romániában, Erdélyben, Kolozs megyében.

## Fekvése
Bánffyhunyad-Meregyótól délnyugatra, a Gyalui-havasokban Alsógyurkucától nyugatra, a Bélesi-tó felső nyúlványának déli partján, 1071 méter magasságban fekvő település.

## Története
Felsőgyurkuca, Gyurkuca nevét 1839-ben említette először oklevél Felsőgyurkuca néven. 1954-ben Jósikafalva tartozéka volt, 1910-ben 326 lakossal, melyből 309 román, 15 magyar, 2 német volt. 1956-ban vált külön 345 lakossal. 1966-ban 414, 1977-ben 329, 1992-ben 215, 2002-ben pedig 171 román lakosa volt. Később különvált tőle Smida is.